# Orbessan
Orbessan település Franciaországban, Gers megyében. Lakosainak száma 270 fő (2022. január 1.). Orbessan Boucagnères, Durban, Lasseube-Propre, Sansan és Traversères községekkel határos.

## Népesség
A település népességének változása:
| Lakosok száma | 114  | 134  | 159  | 259  | 258  | 272  | 288  | 294  | 286  | 270  |
|               | 1968 | 1982 | 1990 | 2006 | 2013 | 2015 | 2017 | 2019 | 2020 | 2022 |